# باشگاه فوتبال متس
باشگاه فوتبال متس (فرانسوی: Football Club de Metz‎) یک باشگاه فوتبال در کشور فرانسه است، که هم اکنون در لوشامپیونه حضور دارد. 
این باشگاه که در شهر متس قرار دارد در سال ۱۹۳۲ تأسیس شده و سابقه یک نایب قهرمانی در لیگ ۱ و ۲ قهرمانی در جام حذفی فوتبال فرانسه را در کارنامه دارد.